# История Доминики
История Доминики охватывает период, начавшийся с прибытия на остров Доминика племён араваков и карибов в XIV в. и продолжающийся по сей день.

## Доколониальная история
Южное Пассатное течение из вод реки Ориноко привело араваков к Доминике и другим островам Карибского моря. Эти потомки ранних таино были свергнуты племенем карибов Калинаго. Карибы, поселившиеся здесь в XIV веке, называли остров Вайоту кубули (Wai‘tu kubuli), что означает «Высокое ее тело».

## Ранние контакты с европейцами
Христофор Колумб назвал остров в честь дня недели, в который он его заметил, — воскресенья («Доминика» на латыни), выпавшего на 3 ноября 1493 года во время его второй экспедиции.
Испуганные ожесточенным сопротивлением карибов и обескураженные отсутствием золота, испанцы не заселили остров.
В 1632 году французская компания «Compagnie des Îles de l'Amerique» потребовала Доминику вместе со всеми другими Малыми Антильскими островами, но никаких колоний основано не было. Между 1642 и 1650 годами французский миссионер Рэймонд Бретон стал первым европейцем, регулярно посещавшим остров. В 1660 году французы и англичане договорились, что и Доминика, и Сент-Винсент не должны быть заселены, а должны быть оставлены Карибам в качестве нейтральной территории. Доминика была официально нейтральна в течение следующего столетия, но привлекательность ее ресурсов оставалась; Соперничающие экспедиции английских и французских лесорубов к началу 18 века заготавливали лес.

## Французская колония (1715—1763)
Испания практически не достигла успеха в колонизации Доминики, и в 1690 году французы основали свои первые постоянные поселения на Доминике. Французские дровосеки с Мартиники и Гваделупы начинают создавать лесные лагеря, чтобы снабжать французские острова древесиной, и постепенно становятся постоянными поселенцами. Они привезли в Доминику первых рабов из Западной Африки. В 1715 году восстание «бедных белых» мелких землевладельцев на севере Мартиники, известное как La Gaoulé, вызвало их бегство на юг Доминики. Они возделывают здесь участки земли, создают небольшие хозяйства. Тем временем французские семьи и другие жители Гваделупы поселились на севере. В 1727 году первый французский командующий островом, г-н Ле Гранд, взял на себя ответственность за остров с основным французским правительством; Доминика формально стала колонией Франции, а остров был разделен на районы или «кварталы». На Мартинике и Гваделупе уже построены плантации, выращивающие сахарный тростник и французы начали постепенно создавать плантации кофе на Доминике. Они импортировали африканских рабов, чтобы удовлетворить потребности в рабочей силе, заменив коренных карибов.
В 1761 году во время Семилетней войны британская экспедиция против Доминики под руководством лорда Ролло была успешной, и остров был завоеван вместе с несколькими другими островами Карибского моря. После того, как Франция потерпела поражение от Великобритании в Семилетней войне, она уступила остров британцам по Парижскому договору (1763 г.). В 1778 году, во время войны за независимость в США, французы осуществили успешное вторжение при активном сотрудничестве населения. Парижский мирный договор 1783 года, положивший конец войне, вернул остров Британии. Французские вторжения в 1795 и 1805 годах закончились неудачей, но при втором часть города Розо была сожжена дотла.

## Британская колония (1763—1978)
В 1763 году британцы учредили законодательное собрание, которое представляло только белое население. В 1831 году, отражая либерализацию официальных британских расовых взглядов, закон о привилегиях Брауна предоставил политические и социальные права свободным небелым. В следующем году в законодательное собрание были избраны трое чернокожих. Отмена рабства в 1834 году позволила Доминике к 1838 году стать единственной британской карибской колонией, в которой в 19 веке законодательный орган контролировался чёрными. Большинство чернокожих законодателей были мелкими собственниками или торговцами, придерживавшимися экономических и социальных взглядов, диаметрально противоположных интересам небольшого богатого английского класса плантаторов. Реагируя на предполагаемую угрозу, плантаторы лоббировали более прямое британское правление.
В 1865 году, после долгих волнений и напряженности, колониальная администрация заменила выборное собрание собранием, состоящим из половины избранных членов и половины назначенных. Избранных законодателей во многих случаях перехитрили плантаторы в союзе с колониальными администраторами. В 1871 году Доминика стала частью Федерации Подветренных островов. Власть чёрного населения постепенно ослабла. Правительство Коронной колонии было восстановлено в 1896 году. Большинство оставшихся карибов живут на Карибской территории Доминики по сей день, в районе площадью 3700 акров (15 км2) на восточном побережье Доминики. Карибы утратили свой язык иньери в 1920-х годах и перешли на местный креольский или английский.
После Первой мировой войны всплеск политического сознания во всем Карибском бассейне привел к формированию представительной правительственной ассоциации. Сдерживая общественное недовольство отсутствием голоса в управлении Доминикой, эта группа получила одну треть всенародно избранных мест в законодательном собрании в 1924 году и половину в 1936 году. Вскоре после этого Доминика была передана из состава администрации Подветренных островов и управлялась как часть Наветренных островов до 1958 года, когда она присоединилась к недолговечной Вест-Индской Федерации.
В 1961 году было избрано правительство лейбористской партии Доминики во главе с Эдвардом Оливером Лебланом. После распада федерации 27 февраля 1967 года Доминика стала ассоциированным государством Соединенного Королевства и официально взяла на себя ответственность за её внутренние дела. Леблан ушел на пенсию в 1974 году, и его заменил Патрик Джон, который стал первым премьер-министром острова.

## Ураган Дэвид
В августе 1979 года ураган Дэвид, сопровождаемый ветром 150 миль в час (240 км / ч), обрушился на остров с разрушительной силой. Сорок два человека погибли, а 75 % домов островитян были разрушены или серьезно повреждены. Ураган Дэвид был самым мощным и разрушительным ураганом, когда-либо зарегистрированным на Доминике, до тех пор, пока в 2017 году не обрушился ураган Мария.

## Независимость: с 1978 г. по настоящее время
3 ноября 1978 года Содружество Доминики получило независимость от Соединенного Королевства.
Независимость мало что сделала для решения проблем, порожденных столетиями экономической отсталости, и в июне 1979 года политическое недовольство привело к внутриполитическому кризису, бегству из страны президента Фреда Дегазона, отставке премьер-министра Патрика Джона и формированию временного правительства во главе с Оливером Серафином. После выборов 1980 года его сменило правительство, возглавляемое Доминикской партией свободы под руководством премьер-министра Юджинии Чарльз, первой женщины-премьер-министра Карибского бассейна. В течение года после инаугурации она пережила два неудачных переворота (включая попытку вторжения североамериканских ультраправых), а в октябре 1983 года в качестве председателя Организации восточно-карибских государств поддержала вторжение США в Гренаду.
Хронические экономические проблемы усугублялись последствиями ураганов в 1979 и 1980 годах. К концу 1980-х годов в экономике произошел быстрый подъем, который в 1990-х годах ослаб из-за снижения цен на бананы.
В 1995 году правительство потерпело поражение на выборах от Объединенной рабочей партии Эдисона Джеймса. Джеймс стал премьер-министром до выборов в феврале 2000 года, когда Объединенная рабочая партия Доминики (DUWP) потерпела поражение от Лейбористской партии Доминики (DLP) во главе с Рози Дугласом. Он был бывшим социалистическим активистом, и многие опасались, что его подход к политике может оказаться непрактичным. Однако волнения утихли, когда он сформировал коалицию с более консервативной Партией свободы Доминики. Дуглас внезапно скончался, всего через восемь месяцев пребывания у власти, 1 октября 2000 года, и его заменил Пьер Чарльз, также представитель DLP. В 2003 году президентом был избран Николас Ливерпуль, сменивший Вернона Шоу. 6 января 2004 года скончался премьер-министр Пьер Чарльз, страдавший от сердечных заболеваний с 2003 года. Он стал вторым премьер-министром Доминики подряд, умершим в результате сердечного приступа. Министр иностранных дел Осборн Ривьер сразу стал премьер-министром, но министр образования Рузвельт Скеррит сменил его на посту премьер-министра и стал новым лидером Лейбористской партии Доминики. Выборы состоялись 5 мая 2005 г. при сохранении власти правящей коалиции.